# Rua do Quebra-Costas (Funchal)
A Rua do Quebra-Costas é um arruamento no Funchal, Madeira, aberta por volta de 1804, após a aluvião que destruiu grande parte da cidade, em 1803.
O nome Quebra-Costas deve-se à configuração muito íngreme da rua. O empedrado em pequeno socalcos na parte mais alta fez da rua uma atração para os turistas do século XIX, assim como para aqueles que, nessa altura, procuravam a Ilha para curar as "doenças do peito" (tuberculose).
No quintal de uma das residências da rua existe uma trincheira da Primeira Guerra Mundial. A Rua do Quebra-Costas encontrava-se na linha de tiro dos submarinos alemães que, durante a 1.ª Guerra, bombardearam a cidade duas vezes procurando atingir a Fortaleza de S. João e instalações britânicas de comunicações, perto das Cruzes.
Nesta rua existe a Igreja Anglicana da Madeira, fundada em março de 1822 à custa dos negociantes ingleses de vinho que aqui residiam, e a Galeria "Porta33" onde residiu, na sua infância, o poeta Herberto Hélder.